# 2856 Резер
2856 Резер (2856 Röser) — астероїд головного поясу, відкритий 14 квітня 1933 року.
Тіссеранів параметр щодо Юпітера — 3,222.